# Canon EOS M5
Canon EOS M5 er et digitalt spejlløst systemkamera annonceret af Canon  15. september 2016, salget begyndte november 2016.
Canon EOS M5 anvender  Canons EF-M bajonetfatning til objektiverne men kan med overgangsring også udnytte Canons EF og EF-S objektiver.

## Nøgle funktioner
- Canon EF-M bajonetfatning[3]
- 24.2 megapixel dual-pixel, APS-C, CMOS-sensor. Den samme sensor anvendes i Canon EOS 80D.
- ISO 100 – 25600[4] (med automatisk eller manuel valg af følsomhed)
- Dual Pixel CMOS autofokus[5] med 49 fixpunkter
- 1.62 megapixel touchscreen[6] på 3,2 tommer
- 2.36 megapixel OLED søger (EVF). EOS M5 er Canons første spejlløse systemkamera med indbygget elektronisk søger.
- DIGIC 7 processor[7]
- Op til 9 billeder pr. sek. uden AF eller 7 billeder pr. sek med AF
- Betjening fra touchskærmen eller ved hjælp af fire hjul (program, blænde, ISO, blændekorrektion)
- WiFi, NFC og Bluetooth
- lagring på SD, SDHC, SDXC
- optager film i HD (1080p) i 60, 30 eller 24 fps
- Batteri LP-E17
- Størrelse uden objektiv: 116 x 89 x 61 mm
- Vægt uden objektiv: 427 gram